# Ballerus
Ballerus – rodzaj ryb z rodziny karpiowatych (Cyprinidae).

## Występowanie
Wody słodkie i słonawe od Europy po zachodnią część Azji.

## Klasyfikacja
Gatunki zaliczane do tego rodzaju:
- Ballerus ballerus – rozpiór[2], siniec[2]
- Ballerus sapa – sapa[2], klepiec[3]

Gatunkiem typowym jest Cyprinus ballerus (B. ballerus).

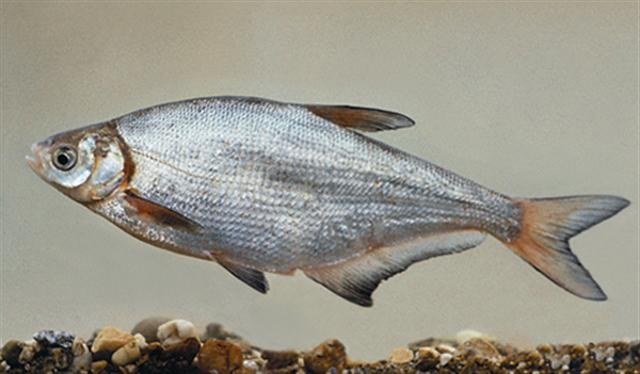
Ballerus ballerus